# Paa Kwesi Nduom
Paa Kwesi Nduom (n. Elmina, 15 de febrero de 1953) es un político y consultor de negocios ghanés. Fue candidato a la presidencia de Ghana en tres ocasiones, en 2008 por el Partido de la Convención Popular, y en 2012 y 2016 por el Partido Progresista Popular. En los tres casos quedó en tercer lugar, convirtiéndose su partido en el tercero más grande del país, una democracia fuertemente bipartidista dominada por el Nuevo Partido Patriótico (centroderecha) y el Congreso Nacional Democrático (centroizquierda). Fue miembro del parlamento por la circunscripción Komenda-Edina-Eguafo-Abirem y se desempeñó como ministro de Estado en diversas carteras en el Gobierno de John Kufuor entre 2001 y 2007. Su nombre de nacimiento es Joseph Hubster Yorke Jr.

## Primeros años y educación
Paa Kwesi Nduom nació en Elmina, en la Región Central de Ghana. Recibió su educación secundaria en el St. Augustine's College, donde obtuvo los niveles Ordinario y Avanzado del Certificado General de Educación (GCE). Posteriormente partió a los Estados Unidos, donde obtuvo un título de Licenciado en Artes (Economía) en la Universidad de Wisconsin-Milwaukee en 1975. Más tarde obtuvo una maestría en Administración (1977) y un doctorado en 1982 en la misma universidad.

## Carrera profesional y política
Nduom comenzó a trabajar como vendedor de seguros de vida con North Western Mutual Life Insurance Company entre 1975 y 1978. Durante el año siguiente, trabajó con Blue Cross Blue Shield de Wisconsin. En 1979, se unió al Distrito Metropolitano de Alcantarillado de Milwaukee como Analista de Presupuesto y Gestión.  En 1981, se unió a Deloitte & Touche como consultor asociado, llegando a ser socio de la firma en Milwaukee en 1986. En 1992, ayudó a establecer Deloitte & Touche, West Africa Consulting.
Su papel activo en la política comenzó en 1997 cuando fue elegido como miembro de la Asamblea Distrital de Komenda-Edina-Eguafo-Abirem para el Área Electoral de Akotobinsin. Posteriormente, compitió sin éxito por un escaño en el parlamento en las elecciones de 2000, por la circunscripción de Komenda-Edina-Eguafo-Abirem. Fue derrotado pro Ato Quarshie, del Congreso Nacional Democrático, por un margen de menos del 2.6%. Al año siguiente, aunque no era miembro del gobernante Nuevo Partido Patriótico, fue nombrado Ministro de Planificación Económica y Cooperación Regional por el presidente John Kufuor. Fue posteriormente nombrado Ministro de Energía en abril de 2003.
En 2004, se presentó nuevamente como candidato a diputado por el Partido de la Convención Popular (CPP), y logró triunfar con el 33.6% de los sufragios (30.981 votos contra 15.427 del NDC). En 2007 abandonó el gobierno, anunciando que buscaría la nominación presidencial de su partido.
En diciembre de 2007, Nduom fue nominado por el CPP para participar en las elecciones presidenciales de diciembre de 2008. Nduom perdió las elecciones, obteniendo menos del 1% de los votos. En 2012, entró en conflicto con el resto del partido y lo abandonó, fundado el Partido Progresista Popular, por el que se presentaría a las elecciones presidenciales en dos ocasiones, posicionándose en ambas en tercer lugar.